# Fotis Maniatis
Fotis Maniatis (* 8. dubna 1976, Ostrava) je bývalý český fotbalista, záložník. Je řeckého původu.

## Fotbalová kariéra
V české lize hrál za FK Drnovice a SK Hradec Králové. Nastoupil v 18 ligových utkáních. Gól v lize nedal. V nižších soutěžích hrál i za FC Baník Ostrava „B“, FK VP Frýdek-Místek, FC Slovácká Slavia Uherské Hradiště, NH Ostrava, Železárny Třinec, FC Karviná, FC VMG Kyjov, SK Tatran Poštorná, FK Šardice, 1. FC Slovácko (rezervní týmy) a TJ FK Sokol Lovčice. Byl také hráčem SK Sigma Olomouc (1996–1997) a v letech 2005–2009 působil v Rakousku.

## Ligová bilance
| Ročník                          | Zápasy | Góly | Klub                                |
| ------------------------------- | ------ | ---- | ----------------------------------- |
| 2. česká fotbalová liga 1995/96 | 11     | 3    | FK VP Frýdek-Místek                 |
| 2. česká fotbalová liga 1996/97 | 14     | 0    | FC Slovácká Slavia Uherské Hradiště |
| 2. česká fotbalová liga 1997/98 | 9      | 0    | FK Fotbal Třinec                    |
| 2. česká fotbalová liga 1997/98 | 10     | 0    | FK VP Frýdek-Místek                 |
| 2. česká fotbalová liga 1998/99 | 20     | 2    | FK VP Frýdek-Místek                 |
| Gambrinus liga 1999/00          | 11     | 0    | FC Petra Drnovice                   |
| 2. česká fotbalová liga 2000/01 | 28     | 4    | FC Karviná                          |
| Gambrinus liga 2001/02          | 5      | 0    | FK Drnovice                         |
| Gambrinus liga 2002/03          | 2      | 0    | SK Hradec Králové                   |
| CELKEM 1. liga ČR               | 18     | 0    |                                     |